# Instituto Colegiado de Ecología y Manejo Ambiental
El Instituto Colegiado de Ecología y Manejo Ambiental  (CIEEM, en inglés Chartered Institute of Ecology and Environmental Management)  es el organismo profesional que representa y apoya a los ecólogos y administradores ambientales, principalmente en el Reino Unido, pero cada vez más en Irlanda y Europa continental, y el resto del mundo.
La visión del CIEEM es la de un ambiente natural saludable en beneficio de las generaciones actuales y futuras.
Establecido en 1991, CIEEM ahora tiene más de 6000 miembros provenientes de autoridades locales, agencias gubernamentales, industria, consultoría ambiental, enseñanza/investigación y ONG. Anteriormente conocido como IEEM, el CIEEM obtuvo una carta real en 2013, siendo reconocido por su alto nivel de profesionalismo. El presidente inaugural de 1991 a 1994 fue el ecologista Tony Bradshaw FRS.

## Actividades
CIEEM brinda una variedad de servicios (que incluyen conferencias, capacitación, eventos, orientación y asesoramiento) para desarrollar la competencia y los estándares de los ecólogos profesionales y administradores ambientales y también para promover la ecología y la gestión ambiental como profesión.
Los miembros del CIEEM pueden convertirse en Ecologistas Colegiados y/o Ecologistas Colegiados.
El CIEEM es un órgano integrante de la Sociedad para el Medio Ambiente y del Foro de Política Ambiental (EPF). CIEEM también es miembro del Comité IUCN-UK y miembro partidario de Greener UK.
CIEEM es miembro de la asociación de la Década de la Biodiversidad de las Naciones Unidas 2011-2020, y fue signatario del acuerdo Countdown 2010 para ayudar a salvar la biodiversidad y miembro de la asociación 2010 International Year of Biodiversity UK.

## Premios
El Instituto otorga una serie de premios anuales que incluyen:
Medalla CIEEM
La Medalla CIEEM es el premio principal del Instituto y se presenta en reconocimiento a una contribución única o de por vida destacada en el campo de la ecología y la gestión ambiental.
Premios a las mejores prácticas
Cinco premios a las mejores prácticas reconocen los más altos estándares de gestión ecológica y ambiental de los miembros de CIEEM.
Premio Tony Bradshaw
El Premio Tony Bradshaw, que lleva el nombre del primer presidente del Instituto, reconoce proyectos excepcionales en los Premios a las Mejores Prácticas mencionados anteriormente.

## Presidentes
- 2018-2021: Max Wade
- 2015-2018: Stephanie Wray
- 2012-2015 - Caja de Juan
- 2010-2012 - Penny Anderson
- 2008-2010 - Steve Ormerod
- 2006–2008: Andy Tasker
- 2004-2006 - Chris Spray
- 2002-2004 - Sue Bell
- 2000-2002 - Colina de David
- 1997–2000: David Parker
- 1994–1997: David Goode
- 1991–1994: Tony Bradshaw[3]